# Pupa pascuana
Pupa pascuana is een slakkensoort uit de familie van de Acteonidae. De wetenschappelijke naam van de soort is voor het eerst geldig gepubliceerd in 2003 door Raines.